# Tina Huisman
Tina Huisman (maart 1973) is een voormalig Nederlands langebaanschaatsster en shorttrackster.
Huisman nam deel aan de WK allround in 1993, het NK allround in 1993, en de NK Afstanden op de 3000 en 5000 meter in 1992.

## Records

### Persoonlijke records[3]
| Afstand     | Tijd     | Datum            | Baan       |
| ----------- | -------- | ---------------- | ---------- |
| 500 meter   | 43.66    | 14 november 1993 | Heerenveen |
| 1000 meter  | 1:27.58  | 23 februari 1992 | Heerenveen |
| 1500 meter  | 2:12.92  | 14 november 1993 | Heerenveen |
| 3000 meter  | 4:36.12  | 9 januari 1993   | Collalbo   |
| 5000 meter  | 7:58.97  | 2 januari 1993   | Deventer   |
| 10000 meter | 16:46.66 | 12 maart 1992    | Heerenveen |